# Prezident Polska
Prezident Polska je hlavou Polské republiky. Jeho pravomoci a úlohu definuje Ústava Polské republiky. Podle ní je prezident hlavou polského státu, nejvyšším reprezentantem Polska a garantem kontinuity vlády. Za tímto účelem vlastní rozsáhlé pravomoci, které jsou mnohem rozsáhlejší než u jeho spíše ceremoniálně definovaných kolegů z ostatních států střední Evropy, jako jsou Česká republika, Rakousko nebo Německo.

## Pravomoci prezidenta
Prezident je formální hlavou výkonné moci, reprezentuje polské zájmy na mezinárodní scéně a je zodpovědný za bezpečnost státu. Vyhlašuje volby do Sejmu i Senátu a za mimořádných okolností může obě komory rozpustit a vyhlásit předčasné volby. Může též vyhlásit celonárodní referendum o významných otázkách. Má volnou ruku ve výběru premiéra (zpravidla ji však nevyužívá) a může předkládat návrhy nebo dotazy k Ústavnímu soudu. Má právo vetovat zákony, jeho veto však může být přehlasováno alespoň třemi pětinami přítomných poslanců Sejmu, je-li přítomna alespoň polovina celého sboru.

## Volba prezidenta
Podle Ústavy je prezident v Polsku volen přímo občany Polské republiky staršími 18 let. Kandidátem na prezidenta se může stát kterýkoliv občan Polska, který má právo volit do parlamentu a je starší 35 let. Podmínkou k tomu, aby se zúčastnil boje o prezidentský post, je předložení seznamu alespoň 100 000 podpisů na podporu jeho kandidatury. Vítězem voleb se stává ten, kdo získá nadpoloviční většinu hlasů. Pokud nikdo z kandidátů není zvolen v prvním kole, proběhne do 14 dnů kolo druhé, v němž se utkají dva nejúspěšnější kandidáti z předchozího kola. Vítězem se pak stane ten kandidát, který ve druhém kole dosáhne nadpoloviční většiny hlasů.

## Úřad prozatímního prezidenta
Není-li funkce prezidenta Polska obsazena, například po rezignaci, odvolání, v důsledku zdravotní nezpůsobilosti, smrti, zastává úřad prozatímního prezidenta maršálek Sejmu, a to až do zvolení nového prezidenta ve volbách konaných nejpozději do dvou měsíců od jejich vyhlášení. Ty musí prozatímní prezident vyhlásit do dvou týdnů od příchodu do funkce. Pokud je neschopen výkonu úřadu, pak tento přechází na předsedu Senátu.